# Петър Манджуков (бизнесмен)
 Тази статия е за бизнесмена.  За революционера вижте Петър Манджуков (революционер).  
Петър Атанасов Манджуков (роден на 2 юни 1942 г.) е български предприемач и общественик.
Той е почетен гражданин на градовете Пловдив и Сопот, носител на орден „Стара планина“ I степен. Дипломиран машинен инженер по специалност „Технология на машиностроеното“, работил като технолог във Вазовски машиностроителни заводи (Сопот), през 1999 г. той основава дружеството „ПМ Груп“ АД, по-късно преименувано на „Манджуков“ АД. В годините на прехода към пазарна икономика Петър Манджуков бързо се утвърждава сред водещите търговци на резервни части за машини, произвеждани в страните от бившия Съветски съюз.
Във втората половина от живота си, с цел реализация на благотворителни инициативи, Петър Манджуков основава фондация „Петър Манджуков“ (26 юли 2012 г.) и фондация „Фамилия Манджукови“ (12 януари 2019 г.), които работят в частна и обществена полза. Той е съучредител на Сдружението на фамилния бизнес в България. Семейният герб на семейство Менджукови с девиз „Съзидание, достойнство, благородство“ отразява дълбоката му жизнена философия, свързана със съхранение на родовата памет и поддържане на високи морални устои във всички начинания.

## Биография
Роден е на 2 юни 1942 г. в Пловдив, с родители Вера Петрова Алиянска и Атанас Косев Манджуков. Баща му работи в леярска работилница „Балкан“, като минава целия професионален път – от чирак, през калфа, до майстор леяр. През 1943 г. баща му е мобилизиран в българските войски в Македония. Сестра му Люба почива от туберкулоза през 1947 г. Брат му Любомир се ражда през 1949 г., който заради музикалния му талант е включен в оркестъра на Военноморското училище във Варна. Поради ангажиментите на бащата семейството се мести постоянно от Горна Оряховица в Пловдив и обратно. По-късно се установява в гр. Сопот.

### Образование
Петър завършва основно и средно образование с отличен успех в Сопот. Участва в средношколски бригади, отбива военна служба във военно-морския флот на България.
Дипломира се като инженер по „Технология на машиностроенето“ от Машинно-електротехническия институт в София. Завършва и външна търговия във Висшия икономически институт „Карл Маркс“ в София през 1979 г.

### Сътрудничество на ДС
През 2009 г. Комисията по досиетата обявява, че е привлечен като секретен сътрудник (ОРОН) на Държавна сигурност през 1982 г.

## Бизнес

### Начален период
Петър Манджуков е сред най-младите главни технолози на ВМЗ Сопот. През годините заема редица високи управленски постове в сферата на машиностроенето. През 1974 г. става научен сътрудник II степен на ЦНИИТМАШ в София, заема същата позиция в ДСО „Металхим“ в Сопот до 1977 г.
Манджуков заема редица постове във външнотърговски дружества. От 1977 до 1985 г. е главен специалист във ВТО „Кинтекс“. Професионалната му кариера го отвежда като инженер и търговец в държави на континентите Африка, Азия и Европа.
През 1985 г. се връща от Алжир в България и става заместник генерален директор по производствените въпроси на ДСО „ЗММ“ и първи заместник генерален директор на българо-съветското обединение „Иваново – ЗММ“, чийто генерален директор Владимир Кабаидз е признат сред най-добрите стопански ръководители по онова време в целия Съветски съюз.

### Предприемач след 1989 г.
Политическите и икономическите промени от 1989/1990-та г. го заварват като представител на „ЗММ“ в СР Македония, СФРЮ. През първите години Манджуков използва специализираните си знания и контакти в областта на машиностроенето и бързо се утвърждава сред водещите търговци на резервни части за машини, произвеждани в бившия Съветски съюз.
През 1999 г. Манджуков основава дружество „ПМ Груп“ АД като правоприемник на фирми, създадени през периода след 1990 г. През октомври 2007 г. „ПМ Груп“ АД се преименува на „Манджуков“ АД. Новото име на дружеството цели да подчертае ясно фамилния принцип на организация. Дружеството развива активна дейност в областта на медиите, машиностроенето, търговията, строителството, винарството и алтернативните енергийни източници.
Манджуков е член на Управителния съвет на Съюза на издателите на всекидневници в България, издател е на в-к „Дума“ и собственик на „Балкан Българска Телевизия“.
Учредител и президент е на Голф клуб Bulgarian Seniors Golf Association. Член е на Управителния съвет на Италианската търговска камара в България и председател на консултативния съвет към Българо-китайската търговско-промишлена камара.
През 2014 г. Манджуков закупува 80 % от капитала в националния клуб ЦСКА (София) и става член на Надзорния съвет, а синът му Ивайло Манджуков е избран за член на Управителния съвет. Манджуков е физическото лице с най-голям брой акции в клуба. След поредица скандали в клуба през април 2015 г. Манджуков прекратява инвестициите си и напуска ЦСКА, като прехвърля акциите си на Гриша Ганчев и Илиян Инджов.
Манджуков е основен акционер в дружеството „Приста Рисайклинг“ АД, а синът му Ивайло Манджуков е изпълнителен директор. Дружеството участва не само като инвеститор, но също и като съизпълнител, осъществявайки цялостната инженерингова дейност по проекта завод за преработка на отработени масла в гр. Ангрен, Узбекистан. Ръководител на строителството на завода в Узбекистан е Ивайло Манджуков. Проектът е дело на смесеното дружество „Уз – Приста Рисайклинг“, създадено с постановление на президента на Република Узбекистан. В него влизат българската компания „Приста Рисайклинг“ с 51 % и „Узнефтепродукт“, дъщерна компания на „Узбекнефтегаз“, с 49 %. Използвана е високотехнологична техника за преработка на отработени масла до получаване на свежи базови масла, годни за влагане в традиционно маслено производство.
На 18 май 2016 г. министър-председателят на България Бойко Борисов и президентът на Узбекистан Шавкат Мирзийоев откриват завода за преработĸa на отработени масла. Πycĸането му в eĸсплоатация осигурява намаляване на замърсяването с опасни отпадъци на oĸолната среда, спомага за намаляване на нерегламентираното депониране на отработени масла в oĸолната среда, обезпечавайĸи едновременно с това свежа суровина за производство на готови масла.
В гр. Николаев, Украйна групата на „Приста Рисайклинг“ инвестира в малка рафинерия, разположена на площ от 1,69 хектара. Дружеството „Евро Медия БГ“ ЕООД (от холдинг „Манджуков“ ООД), е акционер и инвеститор в Ad Venture Radio BV (нидерландско дружество), в партньорство с Карл Хабсбург-Лотринген и Христо Грозев. Дружеството е собственик на капитала на Radio Kraina FM, което излъчва  26 града в Украйна и онлайн. Дружеството „Евро Медия БГ“ ЕООД е издател на сп. L’Europeo от 2021 г.
През 2018 г. дружество „ПАМ Солар“ ООД е преименувано на „Манджуков“ ООД, с управители Иванета Манджукова и Петър Манджуков. Новото дружество е универсален правоприемник на „Манджуков“ АД и става дружество-майка. Като дъщерни дружества в холдинговата структура на „Манджуков“ ООД са обособени отделните бизнес дейности, развити от семейство Манджукови. Контролът е придобит и упражняван чрез прякото участие на дружеството-майка „Манджуков“ ООД в дейността на дъщерните дружества. В състава му влизат: „ПМ прес“ ООД (издател на седмичника „TV Cага“), „Машиноекспорт България“ ЕАД, „ЗММ“ АД, „ЗММ Солар“ ЕООД, „Евро Медия“ ЕООД. П. Манджуков е изпълнителен директор и председател на Съвета на директорите на холдинговото дружество.
През ноември 2019 г. с решение на Министерския съвет № 651/04.11.2019 г. се открива почетно консулство на Република Узбекистан в Република България, ръководено от почетен (нещатен) консул, за какъвто е определен Петър Манджуков. Откриването на почетно консулство на Узбекистан в София е с цел да се допринесе за задълбочаване и разширяване на двустранното сътрудничество в дългосрочен политически и икономически аспект.
Семейство Манджукови развива дейност в областта на недвижимите имоти – покупко-продажба, отдаване под наем на офиси, апартаменти. Дружеството е собственик на офисни сгради „Бизнес център Премиум“ I и II (всеки по 12 етажа, разположен на централен софийски булевард); престижна административна сграда в кв. Бояна; луксозни апартаменти за жилищни и офис нужди на топ места в София; апартаменти в Созопол и много паркоместа.
Дейността на ЗММ „Солар“ (от групата на холдинг „Манджуков“ ООД) е свързана с производството на електрическа енергия от възобновяеми източници посредством изградени 2 соларни централи в землището на с. Сбор, Пазарджишко и централа от покривен тип в София. Наземните централи са с инсталирана мощност 4979 kWp всяка, а покривната – 949 kWp. За изграждането на централите са използвани услугите на международни специализирани компании.
Фирмата на Петър Манджуков „Агро Легаси“ ЕООД притежава около 20 000 декара, които отдава за преработка.

## Възгледи

### Социално неравенство
За предприемача Манджуков неравенството в съвременния свят се изостря до неприемливите граници, в които бедни и богати обитават „едва ли не различни планети“. Той допуска, че обусловена от стремежа на заможните хора да консумират все повече и да се концентрира обществен ресурс в група заможни хора, тази социална пропаст ще доведе до нови социални революции в близките десетилетия. Предотвратяването на този остър социален сблъсък, Петър Манджуков вижда в установяването на нови обществени отношения.
Манджуков отделя особено внимание на социалното неравенство и ролята на богатите в преразпределението на богатството. Бизнесменът е убеден, че социално адекватното разпределение на общественото богатство е от основно значение не само за правилното развитие на обществото, но и за неговото оцеляване. Според Манджуков трябва да бъдат поставяни ограничения пред наложения консумативен нагон на индивида и да се залагат основите на възпитание в обществото, в което да се стимулира творческото и естетично начало в човека.

### Благотворителност
Петър Манджуков отбелязва, че благотворителността е естествен рефлекс у богатия и успелия човек.
Благотворителността не е гузност, а е моето послание към поколенията. И към заможните хора. Смятам, че всеки достоен човек с повече възможности трябва да връща на обществото част от това, което съдбата му е предоставила. Съвършеният договор е чудесна метафора, дори може да се каже блян за човек на думата и честта. Семейството като личен договор, държавата като обществен договор, животът като договор между теб и света около теб, или пък силата, която смяташ, че е създала и управлява този свят.

## Обществена дейност
П. Манджуков е сред големите дарители за изграждането на православите храмове „Рождество Христово“ в столичния квартал „Младост“, „Свети първомъченик и архидякон Стефан“ в Южния парк в София, „Успение на Пресвета Богородица“ в курорта Пампорово, катедрален храм „Св.св. Кирил и Методий“ в Ловеч, „Св. Димитър“ в с. Бресте, община Червен бряг. Изгражда със собствени средства църквата „Свети апостоли Петър и Павел“ в манастира „Свети апостоли Петър и Павел“ край София.
Подпомага реставрацията на храм-паметника „Александър Невски“ и на Ротондата „Свети Георги“ в София. Основен спонсор в изграждането на Източно – православен храм „Свето Преображение Господне“ в жк. Тракия, гр. Пловдив.
Петър Манджуков е и спонсор на българската култура и книжовност. Той дарява над 4500 тома българска и световна класика на 56 български читалища, подпомага финансово театър „Николай Хайтов“ гр. Смолян, средното музикално училище за народни инструменти и пеене в Широка лъка (Девинско), фолклорния ансамбъл в село Гела (Смолянско). Благодарение на неговата финансова подкрепа е осъществен преводът на английски език на книгата на българския поет Любомир Левчев „Ти си следващият“. Издаването на книгите „Българите – първите европейци“ и „Руско-турската война от 1878 г.“ на проф. Божидар Димитров, както и спектакълът на формация „Театрален свят“ по пиесата „Адът – това съм аз“ на Стефан Цанев също виждат бял свят благодарение на П. Манджуков.
Бизнесменът е и спонсор на Община Пловдив, дарявайки средства за изграждане на пешеходни пътеки и система за видеонаблюдение на територията на Стария град. Лично П. Манджуков и семейството му подпомагат децата в неравностойно социално положение в детските домове в с. Стойките, Смолянско и в столичния кв. Драгалевци; болни, нуждаещи се от лечение в чужбина; спонсорира обучението на студенти в страната и чужбина. Той е основен спонсор в изграждането на медицински център и закупуването на оборудване и медикаменти за хора с увреждания. От 10 декември 2007 г. детският департамент на Центъра за психологически изследвания в София носи неговото име.
Манджуков е провъзгласен за посланик на добра воля от Джим Рамстад, конгресмен в Камарата на представителите на САЩ, на 25 януари 2008 г.
На 18.03.2016 г. Българска академия на науките (БАН) получава дарение от П. Манджуков в размер на 400 000 лв. за научни изследвания в областта на тракологията. Във фокуса на проекта е връзката на сегашните българи с тракийската цивилизация, включително с ДНК анализи. Дарението е прието от председателя на Българска академия на науките акад. Стефан Воденичаров. Той награждава Манджуков с отличителен знак на председателя на Българска академия на науките и диплом за дарение за подкрепа на дейността на Академията.
През месец май 2020 г. Петър Манджуков дарява 6 напълно оборудвани линейки на Военномедицинска академия – София. Дарението е прието от директора на болницата – генерал-майор проф. д-р Венцислав Мутафчийски.
През февруари 2021 г. в Биологическия факултет на Софийския университет е открит Учебен център по молекулярна генетика и функционална геномика към Катедра „Генетика“. Създаването на този център се осъществява изцяло чрез фондация „Фамилия Манджукови“ в отговор на призива на преподавателите от катедра „Генетика“ за оборудване на лаборатория със съвременна апаратура за нуждите на преподаването и практическото обучение на студентите в Биологическия факултет. Деканът на факултета проф. Стоян Шишков отбелязва, че направеното от Манджуков дарение за факултета е най-голямото по размер в историята на СУ след прочутото дарение на братята Евлоги и Христо Георгиеви.
Петър Манджуков е учредител и почетен председател на „Сдружение на фамилния бизнес – България“, член е на Управителния съвет на Съюза на българските читалища и на Българското дипломатическо дружество. Съучредител е на асоциацията „Източноевропейски университет Йоан Екзарх“ (София) – неправителствена организация, насочена към развитието на университетското образование и научните изследвания, член-кореспондент е на Екологическата академия в Киев (Украйна).

## Семейство
През 1973 г. се жени за Рени Манджукова, от която има син Ивайло Манджуков и внук Петър Манджуков-младши.
Жени се по-късно за Иванета Манджукова от 2010 г., от която има 2 синове – Петър Манджуков и Александър Манджуков.
Той владее френски, английски и руски език.

## Признание
За неговата подкрепа в каузата за предоставяне на равни възможности за ощетените и пострадалите при природни бедствия хора Петър Манджуков е награден с „Ордена на благодарността за милосърдие“ и е вписан в „Златната европейска книга на корпоративните дарители“ на 6 декември 2007 г.
Носител е на най-високия орден на Република България „Стара планина“ I степен (Указ № 228 / 13.06.2002 г. на президента Георги Първанов).
Петър Манджуков приема званието „архонт“ на Пловдивскана света митрополия за ктиторство и съдействие в делото на Светата Пловдивска епархийска църква, с решение на Пловдивския епархийски съвет, протокол № 9 от 08.06.2012 г., Пловдив, Арх. знак № 1.
Удостоен е със званието „Почетен гражданин на Пловдив“ за изключителните му дарителски заслуги с непреходна стойност и значение за развитието на града и общината, с решение № 431 на Общинския съвет, взето с протокол № 18 от 25.10.2012 г.
На 12 август 2020 г. е удостоен със званието „Почетен гражданин на Сопот“ за изключителни дарителски заслуги с непреходна стойност и значение за развитието на града.